# تپه مد حسین
تپه مد حسین مربوط به سده‌های اولیه دوران‌های تاریخی پس از اسلام است و در شهرستان تفرش، بخش مرکزی، دهستان بازرجان، روستای بازرجان واقع شده و این اثر در تاریخ ۱۸ اسفند ۱۳۸۷ با شمارهٔ ثبت ۲۵۰۰۱ به‌عنوان یکی از آثار ملی ایران به ثبت رسیده است.